# Rodney Foster
Rodney Patrick Foster (* 2. September 1985 in Houston, Texas) ist ein ehemaliger US-amerikanischer Basketballspieler, der 2009/10 für die Bayer Giants Leverkusen in der ProB spielte. Foster ist 1,85 Meter groß und wiegt 85 kg. Er spielte auf der Position des Point Guard.
Seine Karriere begann Rodney Foster an der Rice University. Dort konnte er in seinem Abschlussjahr in der NCAA 12 PpS (Punkte pro Spiel), 3,1 RpS (Rebounds pro Spiel) und 4,5 ApS (Assists pro Spiel) vorweisen.
Nach seiner vierjährigen Collegekarriere spielte Foster beim Deutschen Zweitligisten BBC Bayreuth vor, jedoch nahmen die Verantwortlichen nach dem Tryout von Foster Abstand von einer Verpflichtung. Rodney Foster war seitdem ohne Vertrag auf dem freien Spielermarkt und wurde am 30. Oktober 2009 von den Bayer Giants Leverkusen verpflichtet, die kurz vorher den US-Amerikaner John Grotberg entlassen hatten.
Die Giants verpflichteten Foster nicht für die kommende Spielzeit weiter und so beendete der US-Amerikaner seine Karriere. Rodney Foster ist nun als Bankkaufmann in Houston tätig.